# Trent Brown
Trenton Jacoby Brown, detto Trent (Bastrop, 13 aprile 1993), è un giocatore di football americano statunitense che milita nel ruolo di offensive tackle per i New England Patriots della National Football League (NFL).

## Carriera

### San Francisco 49ers
Brown fu scelto dai San Francisco 49ers nel corso del settimo giro (244º assoluto) nel Draft NFL 2015. Nella sua stagione da rookie disputò come titolare le ultime due partite, disputando un totale di 15 gare.
Dopo che gli fu chiesto in un'intervista chi fosse il bloccatore che gli causava più problemi, il defensive lineman All-Pro ed MVP del Super Bowl Von Miller affermò: "Penso che Trent Brown abbia un futuro brillante nella National Football League. È alto due metri. Sa come usare le braccia [...] penso sia giovane e che la gente non lo abbia ancora visto davvero ma è uno dei migliori tackle nella National Football League."
Brown partì come titolare in tutte le 16 gare della stagione regolare nel 2016. Nel 2017 partì come titolare in dieci gare prima di essere inserito in lista infortunati per un problema a una spalla.

### New England Patriots
Il 27 aprile 2018, Brown fu scambiato assieme alla 143ª scelta del Draft NFL 2018 con i New England Patriots per la selezione numero 95 (Tarvarius Moore). Dopo avere giocato come tackle destro durante i suoi anni con i 49ers, Brown divenne il tackle sinistro titolare dei Patriots nel 2018, iniziando come partente tutte le 16 partite. Quell'anno, i Patriots raggiunsero e vinsero il Super Bowl LIII.

### Oakland/Las Vegas Raiders
Il 13 marzo 2019, Brown firmò un contratto quadriennale del valore di 66 milioni di dollari che lo rese l'offensive lineman più pagato della lega. Il capo-allenatore Jon Gruden annunciò che Brown avrebbe giocato come tackle destro, mentre Kolton Miller sarebbe rimasto come tackle sinistro. Il 17 dicembre fu convocato per il suo primo Pro Bowl. Il giorno successivo fu inserito in lista infortunati, chiudendo la sua stagione.

### New England Patriots
Il 15 marzo 2021 Brown fu scambiato con i New England Patriots (assieme a una scelta del settimo giro) per una scelta del quinto giro del Draft 2022.

### Cincinnati Bengals
Il 19 marzo 2024 Brown firmò con i Cincinnati Bengals.

## Palmarès

### Franchigia
- Super Bowl : 1

New England Patriots: LIII
- American Football Conference Championship: 1

New England Patriots: 2018

### Individuale
- Convocazioni al Pro Bowl: 1

2019